# Elusa confusa
Elusa confusa är en fjärilsart som beskrevs av W. Warren 1913. Elusa confusa ingår i släktet Elusa och familjen nattflyn. Inga underarter finns listade i Catalogue of Life.